# 広島高速交通7000系電車
広島高速交通7000系電車（ひろしまこうそくこうつう7000けいでんしゃ）は、広島県広島市で新交通システム（アストラムライン）を運営する広島高速交通の案内軌条式電車。2020年3月26日から営業運転を開始した。

## 概要
開業当初から在籍する6000系と、その増備車でVVVFインバータ制御車の1000系が25年近く経年したことから、置き換えのために導入した。
製造は三菱重工業から交通システムやエンジニアリング事業を受け継いだ新会社の「三菱重工エンジニアリング」が担当していた。ただし、三菱重工エンジニアリングは2023年4月に三菱重工業に統合されたたため、増備途中から三菱重工業製となった。
2021年度グッドデザイン賞を三菱重工エンジニアリングと共同受賞した。

### 構造
編成は従来の車両と同様の6両編成で、内訳は制御車（Tc）2両、中間電動車（M）3両、付随車（T）1両の3M3Tである。ただし、将来の延伸区間における急勾配登坂に対応して、7300形（T3車）は電動車に改造できるよう、準備工事を施工してある。
車体はゆりかもめの7300系・7500系や東京都交通局日暮里・舎人ライナーの330形、埼玉新都市交通伊奈線（ニューシャトル）の2020系でも使用実績がある、軽量かつ高い耐久性やリサイクル性を備えたアルミニウム合金を用いたダブルスキン構造である「Al-fine」が用いられる。これにより従来車から約3 tの軽量化を実現している。車体に使用するアルミ合金の材質を1種類に絞った「モノアロイ化」（単一合金化）を図っており、将来の廃車時におけるリサイクルを考慮している。また、車幅や車高も従来の車両から拡大しており（車体幅61 mm拡幅、天井30 mm高く）、広い車内空間が確保されている。
一方、カラーリングについては従来の車両のイメージを受け継ぎ、アストラムラインのシンボルカラーであるクロムイエローを基調としたデザインとなっている。前照灯と尾灯にはLEDが用いられているほか、アストラムラインのシンボルマークを使用した16ドットの黄色LEDによる飾り灯が設置された。

### 車内
インテリアデザインは三菱重工業が展開する「Detail-ism」を基礎に、従来の車両で築かれたアストラムラインのイメージを踏襲する形で仕上げられている。カラーリングは白色とダークグレー系とした。側窓は固定窓を基本としながら、車内換気のため上部は内倒し式とした。側窓ガラスには日射透過率11.4 %の濃色熱線吸収・UVカットガラスを使用しており、カーテンの設置は省略した。
座席は従来の車両と同様にロングシートだが、背もたれを高くし、1人分の座席掛け幅は従来車から30 mm広い460 mmとして座り心地の向上を図ったセパレートタイプの座席「G-Fit」が採用されている。座席間には縦握り棒（スタンションポール）を1本、座席上部にはガラス製の荷棚を設置した。優先席部の座席・つり革は一般席のグレー色からオレンジ色として区別している。
客用ドアは有効幅を1,300 mmから1,400 mmに拡大しているほか、ドアガラスの面積を下方向に拡大した。またバリアフリーに対応してドアチャイムとドア開閉表示灯を設置する。戸閉装置はFCPM形ラック・アンド・ピニオン方式の電気式ドアエンジンを使用している。
従来の車両は先頭車のみ設置されていた車椅子スペースに加え、すべての中間車にフリースペースを設置した。車椅子スペース・フリースペースには2段式手すりと非常通報装置を備えており、フリースペースには1人分の折りたたみ式座席が設置されている。
側扉上には千鳥配置（1両あたり2台）で17.5インチワイド液晶ディスプレイ（LCD）方式による車内案内表示装置を設置、日本語と英語で乗客への案内を行っている。ただし、システム上は4か国語に対応しているが、駅間距離が短いことから日本語・英語のみの対応とした。安全対策のため、各車両の妻面上部に防犯カメラが設置されている。
空調装置は、従来の車両から30％能力を向上させた16.8 kW（14,450 kcal/h）出力のMSAC16形で、装置は室外機と室内機が別々のセパレート方式とした。天井部に配風ダクトを配置する事で車内温度を均一化し冷房効率を高めている。

### 乗務員室
乗務員室はワンマン運転に対応した全室構造の右側運転台で、正面には非常口を備えている。運転台は速度計や圧力計といった計器類、表示灯は廃し、これらを液晶モニター（LCD）に表示するグラスコックピットを採用した。車両のモニタリング装置として車両統合管理装置（A-MVCS・Advanced  Mitsubishi Vechine Control System）を搭載する。
主幹制御器（マスター・コントローラー）は横軸右手操作のワンハンドル式であり、ノッチの刻みは上から非常ブレーキ・常用ブレーキ5段・切・定速力行4ノッチの順となっている。運転士用の日除け（サンバイザー）は遮光板からカーテン式に変更した。ワンマン運転に対応して、乗務員室仕切扉は電磁鎖錠対応となっている。

### 走行機器など
制御装置は東洋電機製造製のIGBT素子による2レベルVVVFインバータ制御（1C2M×2群制御）を採用した。将来の延伸区間における急勾配登坂に対応して、7300形（T3車）は電動車に改造できるよう、準備工事を施工してある。
補助電源装置は同じく東洋電機製造製の静止形インバータ（SIV）で、素子にはハイブリッドSiCを使用している。定格容量は60 kVAを有しており、出力電圧は三相交流400V,60Hz（49 kVA）のほか、変圧器による単相交流100V,60Hz（2.5 kVA）、整流器による直流100V（7.5 kW）、DC-DCコンバータによる直流24V（0.5 kW）がある。
空気圧縮機（CP）は三菱電機製で潤滑油が不要なオイルフリースクロール回転式（URC800D-I形・吐出量 830 L/min）である
。
各車両に設置されているボギー台車は揺れを低減し乗り心地の向上を図った「T-smover」で、走行輪が中子性補助輪付きのゴムタイヤ、案内輪や分岐輪はソリッドタイヤが用いられる。集電装置は進行方向と垂直に備わった案内操行装置に設置され、ばねによって側面の剛体複線に接触する。
| 従来車との比較                | 従来車との比較       | 従来車との比較       | 従来車との比較         |
| 形式名                        | 7000系               | 従来車               | 従来車                 |
| 形式名                        | 7000系               | 1000系               | 6000系                 |
| ----------------------------- | -------------------- | -------------------- | ---------------------- |
| 登場年                        | 2020年               | 1999年               | 1994年                 |
| 車幅                          | 2,441mm              | 2,380mm              | 2,380mm                |
| 車高                          | 3,325mm              | 3,290mm              | 3,290mm                |
| 車体                          | アルミニウム合金     | 普通鋼               | 普通鋼                 |
| 編成定員                      | 264人                | 288人                | 286人                  |
| 車椅子スペース フリースペース | 6箇所                | 2箇所                | 2箇所                  |
| 主電動機                      | かご形三相誘導電動機 | かご形三相誘導電動機 | 直流分巻電動機         |
| 制御方式                      | VVVFインバータ制御   | VVVFインバータ制御   | 高周波分巻チョッパ制御 |

## 編成
|          | 広島高速交通 7000形 |               |               |               |               |                |
| 形式     | 7100形 （Tc1）      | 7200形 （M2） | 7300形 （T3） | 7400形 （M4） | 7500形 （M5） | 7600形 （Tc6） |
| 搭載機器 | SIV,CP BT           | VVVF          |               | VVVF          | VVVF          | SIV,CP BT      |
| 車両重量 | 10.8t               | 10.5t         | 8.4t          | 10.2t         | 10.5t         | 10.8t          |
| 車両番号 | 7131 7132 ：        | 7231 7232 ：  | 7331 7332 ：  | 7431 7432 ：  | 7531 7532 ：  | 7631 7632 ：   |

凡例
- VVVF：主制御器（1C2M×2群制御）
- SIV：補助電源装置（静止形インバータ）
- CP：空気圧縮機
- BT：蓄電池

- 7300形（T3車）は電動車に改造できるよう、準備工事を施工してある[18]。

## 運用
最初の編成となる第31編成は2019年10月4日に長楽寺駅に近接した車両基地に搬入され、10月10日に報道機関向けの車両公開が実施された。その後は試運転や乗務員の訓練運転を経て、2020年3月26日から営業運転を開始した。2025年2月に最終編成（24本目、第54編成）が営業運転を開始し、全24編成、144両の増備が完了した。
なお、現在予定されている西広島延伸に際しての車両増備は2019年の時点で未定となっている。